# Nöjd?
"Nöjd?" är en låt framförd av den svenska sångerskan Veronica Maggio. Den släpptes den 5 juli 2006 på Universal Music som den andra singeln från Maggios debutalbum Vatten och bröd (2006). "Nöjd?" skrevs och producerades av Stefan Gräslund. Genremässigt är låten triphop och texten handlar om att aldrig vara nöjd. Kritiker mottog "Nöjd?" med positiva recensioner och låten nådde plats sex på Sverigetopplistan. Det blev hennes första hit på Svensktoppen.

## Bakgrund
Som resten av Maggios debutalbum Vatten och bröd, skrevs och producerades "Nöjd?" av Stefan Gräslund. Låten spelades in i april 2006 på Soulschool Studios i Stockholm. Ronny Lahti mixade låten och Christofer Stannow skötte mastering. "Nöjd?" är genremässigt triphop och handlar om att aldrig bli nöjd. Maggio sjunger bland annat att det är hopplöst att hitta en ny partner som inte har tics eller inte är rojalist. Refrängen består av texten "Aldrig nöjd, jag blir aldrig nöjd/ För lång eller kort eller smal eller bred/ Jag vill hitta rätt men jag säger bara fel." I en intervju med Lena Wreede från Norrbottens-Kuriren förklarade Maggio att låten är en parodi på dagens "dejtinghysteri"; hon menade att "Det är en fälla, samtidigt som den utgår från den person jag är." I samma intervju utvecklade hon om att vara "nöjd" och inspirationen till låten: "Jag kämpar tills jag blir [nöjd]. Jag tror att det är viktigt att inte ge sig förrän man är riktigt nöjd. Samtidigt ska man inte ha för vassa armbågar heller, utan lyssna på andra." "Nöjd?" började spelas på radiostationen P3 tidigt i juni 2006. Den 5 juli 2006 släpptes låten som CD-singel och digital extended play (EP). Utgivningen innehåller en radioversion av "Nöjd?" och två remixer av Polyphonics och Spånka NKPG, samt en remix av Maggios debutsingel "Dumpa mig" av Up Hygh.

## Mottagande
Tatiana Karas från Musiklandet skriver att "Nöjd?" får henne "att höja mungiporna en aning". Agnes Arpi från Dagensskiva.com menar att "Nöjd?" och tidigare singeln "Dumpa mig" visar "prov på snitsig musik och en ofarligt vän men behaglig röst". Fredrik Strage från Dagens Nyheter skriver att de två låtarna är "småcyniska, kärlekstörstande triphopvisor". Den 13 juli 2006 gick "Nöjd?" in på plats 22 på den svenska singellistan. Den 17 augusti nådde den plats 6 som blev dess topplacering. Totalt låg "Nöjd?" på listan i 13 veckor.

## Musikvideo
Musikvideon för "Nöjd?" spelades in i juli 2006 med Mikael Gustavsson som regissör.

## Format och låtlistor
- CD-singel / digital EP[1][7]

1. "Nöjd?" (Radioversion) – 3:02
2. "Nöjd?" (Polyphonics Re-Shuffle Remix) – 3:51
3. "Nöjd?" (Spånka NKPG Remix) – 6:05
4. "Dumpa mig" (Up Hygh's Blast from the Past Remix) – 4:02

## Topplistor
| Topplista (2006)            | Högsta placering |
| --------------------------- | ---------------- |
| Sverige (Sverigetopplistan) | 6                |

## Fotnoter
1. 1 2 3 4 5  (2006) "Nöjd?" av Veronica Maggio (CD). Sverige: Universal (985 705-4).
2. ↑  Maggio, Veronica (20 april 2006). ”Nöjd?”. Veronicamaggio.com. Universal Music. Arkiverad från originalet den 3 juli 2007. https://web.archive.org/web/20070703173634/http://www.veronicamaggio.com/?sid=article&pid=latest&id=72. Läst 5 januari 2012.
3. 1 2 3  Strage, Fredrik (6 september 2006). ”Recension: Veronica Maggio: 'Vatten & bröd'”. Dagens Nyheter (Bonnier AB).
4. ↑  (2006) Albumhäfte för Vatten och bröd av Veronica Maggio [CD]. Sverige: Universal (170 147-3).
5. 1 2  Wreede, Lena (20 september 2006). ”Veronica Maggio kämpar tills hon blir nöjd”. Norrbottens-Kuriren (NTM-koncernen). http://www.kuriren.nu/nyheter/?ArticleID=1635567. Läst 5 januari 2012.
6. ↑  ”Spetsa öronen...”. Veronicamaggio.com. Stockholm Records. 3 juni 2006. Arkiverad från originalet den 16 juni 2006. https://web.archive.org/web/20060616092845/http://www.veronicamaggio.com/. Läst 5 januari 2012.
7. 1 2  ”Nöjd? – EP by Veronica Maggio” (på engelska). iTunes Store. Sverige: Apple Inc. http://itunes.apple.com/se/album/nojd-ep/id161629975. Läst 5 januari 2012.
8. ↑  Karas, Tatiana (18 september 2006). ”Jag blir heller aldrig nöjd, Veronica!”. Musiklandet. Arkiverad från originalet den 19 november 2006. https://web.archive.org/web/20061119085039/http://www.musiklandet.com/ml/index.nsf/1?Open&a=sk&id=5AEF971EBE7E1D7FC12571EA004DD3AA. Läst 5 januari 2012.
9. ↑  Arpi, Agnes (12 september 2006). ”Att sjunga i gemener”. Dagensskiva.com. http://dagensskiva.com/2006/09/12/veronica-maggio-vatten-och-brod/. Läst 5 januari 2012.
10. 1 2  ”Hitparad.se – Veronica Maggio – Nöjd?”. Sverigetopplistan. Hung Medien. http://hitparad.se/showitem.asp?interpret=Veronica+Maggio&titel=N%F6jd%3F&cat=s. Läst 5 januari 2012.
11. ↑  ”Veronica Maggio – Video”. Veronicamaggio.com. Universal Music. Arkiverad från originalet den 27 februari 2015. https://web.archive.org/web/20150227105105/http://gamlavarlden.veronicamaggio.com/?sid=html-videos2. Läst 26 januari 2012.